# Subancistrocerus massaicus
Subancistrocerus massaicus är en stekelart som först beskrevs av Cameron 1910.  Subancistrocerus massaicus ingår i släktet Subancistrocerus och familjen Eumenidae. Utöver nominatformen finns också underarten S. m. occidentalis.